# Moechotypa formosana
Moechotypa formosana är en skalbaggsart som först beskrevs av Maurice Pic 1917.  Moechotypa formosana ingår i släktet Moechotypa och familjen långhorningar.
Artens utbredningsområde är Taiwan. Inga underarter finns listade i Catalogue of Life.